# Адарнасе (царь Абхазии)
Адарнасе (груз. ადარნასე შავლიანი; казнён в 887) — царь Абхазии приблизительно с 880 года до 887 года из династии Шавлиани. Сын узурпатора Иоанна Шавлиани, наследовал за ним трон Абхазии. В 887 году в Абхазию вернулся сын Димитрия II — Баграт I, казнил Адарнасе и вернул себе трон.